# Kim Thompson

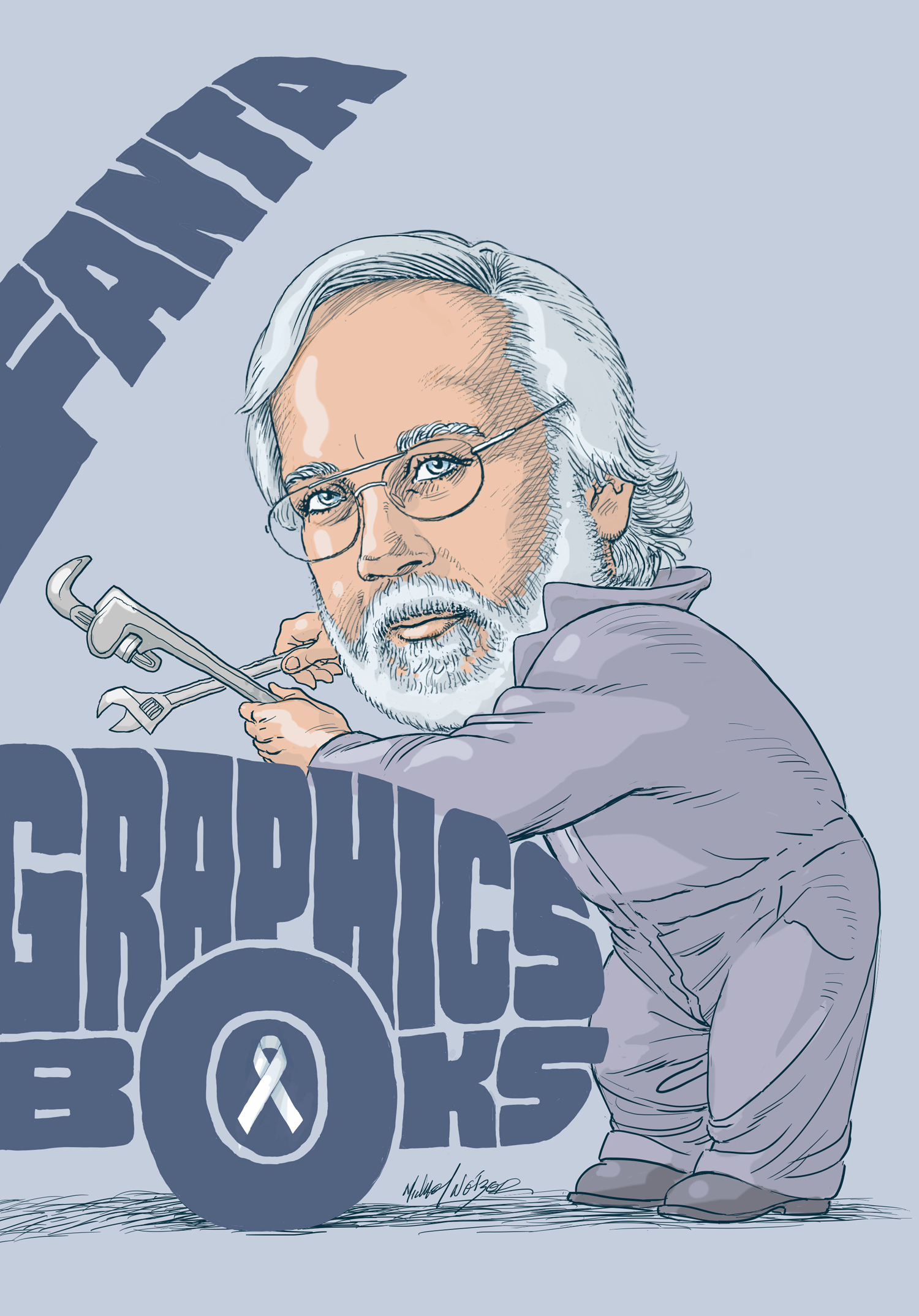
Kim Thompson por Michael Netzer.

Kim Thompson (25 de septiembre de 1956 - 19 de junio de 2013) fue un editor de cómics, traductor y editor estadounidense, más conocido como vicepresidente y coeditor de Fantagraphics Books con sede en Seattle. Junto con el coeditor Gary Groth, Thompson utilizó su posición para promover la causa de los cómics alternativos en el mercado estadounidense. Además, Thompson hizo su negocio para que el trabajo de dibujantes europeos obtenga lectores estadounidenses.